# Топла степска клима
Топла степска клима је клима која је распрострањена у степским пределима Африке (северно и јужно од Сахаре и на југозападну континента), затим на североистоку Арабијског полуострва (југ Ирана и Ирака), у северозападној Индији, у Аустралији (око Велики пешчане пустиње), као и на југозападу САД и делом у Аргенитини. Климу одликују сува лета и кишовите зиме у већим ширинама и влажна лета са ведрим зимама на мањим ширинама. Средња годишња температура је увек изнад 18°C.